# Istenszülő elszenderedése fatemplom (Alsózsunk)
Az alsózsunki Istenszülő elszenderedése fatemplom műemlékké nyilvánított épület Romániában, Hunyad megyében. A romániai műemlékek jegyzékében a  HD-II-m-B-03311 sorszámon szerepel.